# Murad El-Hachimi
Murad El-Hachimi –en árabe, مراد الهاشمي– es un deportista marroquí que compitió en judo. Ganó una medalla de plata en el Campeonato Africano de Judo de 1998, en la categoría de –73 kg.

## Palmarés internacional
| Campeonato Africano | Campeonato Africano | Campeonato Africano | Campeonato Africano |
| Año                 | Lugar               | Medalla             | Categoría           |
| ------------------- | ------------------- | ------------------- | ------------------- |
| 1998                | Dakar (Senegal)     | Medalla de plata    | –73 kg              |